# グスタボ・ロハス・ピニージャ
グスタボ・ロハス・ピニージャ (Gustavo Rojas Pinilla、1900年3月12日 – 1975年1月17日 )は、コロンビアの軍人、政治家。同国の第19代大統領を務めた。

## 生い立ち
1900年3月12日、ボヤカ県のトゥンハで父親のフリオ・ロハス・スアレスと母親のエルメンシア・ピニージャ・スアレスの間に生まれる。トゥンハで幼少期を過ごし、トゥンハ・レイバ師範学校で中等学位を取得した。
1917年に学位を取得して卒業した後、首都ボゴタのホセ・マリア・コルドバ陸軍士官学校に士官候補生として入学し、1920年に少尉で卒業した。
その後、アメリカに留学し、1927年、フォード工場の組立ラインで働きながら土木工学の学位を取得した。
コロンビアに帰国後、高速道路の建設やその他の土木工事に参加し、ベレンからソチャまでの高速道路の建設を監督した。

## 軍歴

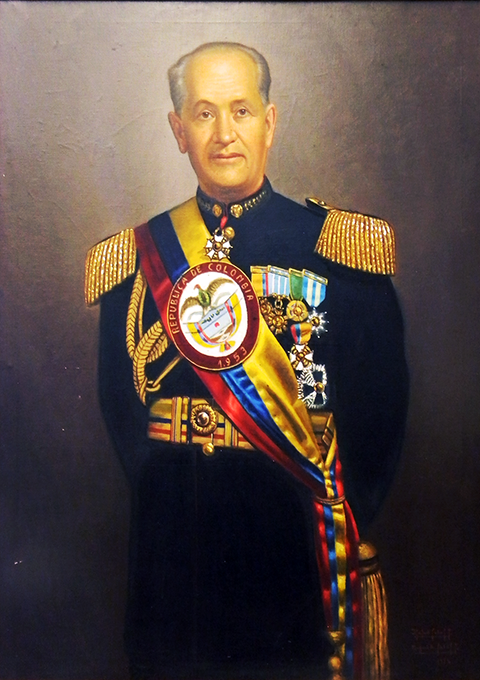

1932年、ロハスはコロンビア陸軍に戻り、大尉としてボゴタの第1砲兵グループに配属された。1933年、コロンビア・ペルー戦争で、ペルーの攻撃に対して脆弱であると考えられていたブエナベントゥーラの湾岸砲台の指揮を任された。コロンビアの太平洋沿岸地域が攻撃を受けることはなかったが、戦争はコロンビアのレティシアにおける領有権を認めたリオ議定書の調印で、その年に終結した。
1936年、ロハスは陸軍の弾薬工場の主任技術者になった。同年、ボゴタでの軍需品生産に必要な物資を調達するため、ナチス・ドイツに特使として派遣された。コロンビアに戻ると、彼は工場の技術部門の責任者に任命された。1943年、彼は武器やその他の物資を確保するため米国を訪れた。
この間、ロハスは砲兵学校の校長と戦争学校の副校長を務めた。1945年、航空局長（当時は陸軍省の機関）に任命された。
1946年、大佐となったロハスは、トゥンハ第1旅団の指揮官に任命され、1948年にはサンティアゴ・デ・カリ第3旅団の指揮官に任じられた。そこで彼は、ホルヘ・エリエセル・ガイタンの暗殺を機に始まったボゴタ暴動の余波で、この地域で起きた反乱を鎮圧し、高い評価を得た。ロハスは保守党の大統領マリアーノ・オスピナ・ペレスから表彰された。1949年10月11日、大将に昇進し、10月19日、陸軍中央司令部に配属された。

## 政界へ
1949年12月3日、ロハスは当時のマリアーノ・オスピナ・ペレス政権下で郵政大臣に任命された。1951年、彼はコロンビアの国際連合代表に指名された。
朝鮮戦争ではラテンアメリカで唯一国連軍に参加したコロンビアの大隊を視察し、その後、大韓民国のアメリカ陸軍第21歩兵連隊に配属された。1952年、彼は陸軍大将に昇進し、コロンビア軍の参謀総長に任命された。

## クーデター
1953年6月13日、ロハスは、国内に平和と秩序を回復するため、無血クーデターで当時のラウレアーノ・ゴメス・カストロ大統領を退陣に追い込んだ。
ロハスは1953年から1954年までコロンビア軍事政権を率い、1954年、第19代大統領に就任した。

## 改革と独裁
ロハスは、女性に参政権を与える法律を制定した。ロハス政権下でコロンビアではテレビの放送が始まり、いくつかの病院や大学、国立天文台が建設された。彼はまた、公共事業とインフラストラクチャの強力な支持者でもあり、大西洋鉄道、レブリハの水力発電ダム、バランカベルメハの石油精製所などのプロジェクトを推進および実施した。
ロハスは「社会復帰救済局」を設置し、娘のマリア・エウヘニア・ロハス・デ・モレーノ・ディアスを局長に就任させ、農地改革を行おうとした。一方で、大地主の要請に応じて、農民に占拠された土地を取り戻すため、地方に軍を派遣した。
ロハスはアルゼンチンのフアン・ペロン大統領を真似て、自らの支持基盤を自由・保守という伝統的な二大政党制ではなく民衆に置こうと考え、ポプリスモ（大衆迎合政策）を採った。しかし、この政策は民衆の支持を得るより早く支配層の造反を招くことになる。
1955年6月、ロハスはゴメス政権のために白色テロを行っていた者たちに恩赦を与えた。「ゴメシスタ」と呼ばれたテロリストたちは釈放されるやただちに罪のない農民たちを虐殺し始めた。
こうした曖昧な政治的姿勢がロハスを窮地に追いやることになる。ゴメシスタの蛮行に対して、自由党系農民たちは再び武装し、ロハスも武装農民の弾圧に乗り出す。こうして「ビジャリカ戦争（第二次ビオレンシア）」と呼ばれる内戦が再燃する。
ロハス政権は労働者保護政策を採り、労働者保護法を制定し、労働者の待遇改善と地位向上に努めたが、こうした民衆寄りの政策は支配層の反発を招き、孤立したロハスは独裁傾向を強めていった。
1956年2月5日、ボゴタでロハス独裁に抗議のデモを行なっていた市民・学生が警官隊と衝突し、多数のデモ参加者が虐殺される「牛の首輪虐殺事件」が起こった。
ロハスは憲法を改正して長期独裁を図るが、その頃、スペインに亡命中の保守党ゴメス前大統領と自由党は「国民戦線（フレンテ・ナシオナル）」の密約を取り交わす。
その内容は自由党と保守党が合意して内戦を終わらせ、以降は自由・保守両党から４年ごとに交代で大統領を選出し、国会の議席も両党で公平に折半するというものであった。
1957年になるとロハスは反対派を徹底的に弾圧し始め、国民戦線の密談に参加したとして保守党党首ギジェルモ・レオン・バレンシアを逮捕した。これは学生や労働者の反感を招き、それまでロハスを支えていた民衆も「反ロハス」に回ってしまう。
これを好機と見た自由・保守両党は大規模なゼネストを組織し、抗議デモを行なった。教会や軍部もロハス不支持に回り、支持母体である軍部からも見放されたロハスは1957年5月10日、大統領を辞任しスペインに亡命した。

## 軍政復活と民政移管
ロハスの追放劇は「世論のクーデター」と呼ばれた。ロハス辞任後、5人の将軍から成る軍事政権が復活し、ガブリエル・パリス・ゴルディーリョ将軍が実権を握った。軍政は1958年まで続き、コロンビアは民政に復帰した。

## 銃規制
ロハスが行った改革の一つに銃規制が挙げられる。1955年まで、コロンビアでは誰もが合法的に銃器を所持できたが、ロハスは全国的な銃規制を行い、国防省の許可がなければ銃器の購入・所持ができなくなった。コロンビアでは、銃の入手がより困難になった。

## 政界復帰

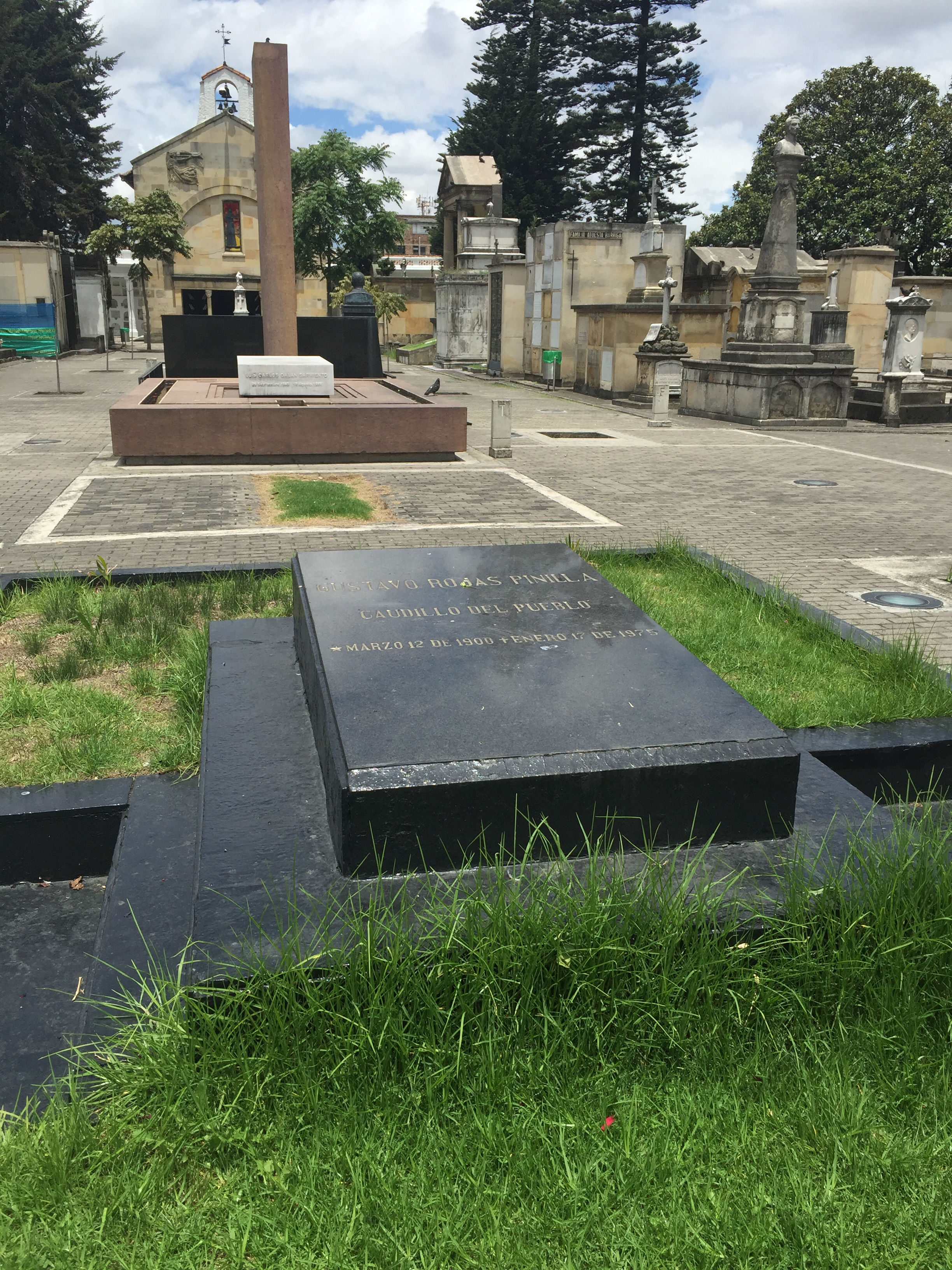
グスタボ・ロハス・ピニージャの墓

ロハスは1962年の大統領選で、彼が創設した「全国人民同盟（ANAPO）」の候補として出馬した。結果は4位であったが、軍事政権の指導者であることを理由に無効となった。
1970年4月19日に行われた大統領選でロハスは優勢に立ち、保守党候補のミサエル・パストラーナ・ボレーロにわずか50,000票の僅差で敗れた。保守党陣営はロハス当選確実が伝えられると、なりふり構わず投票箱に投票用紙を詰め込んだという。ある選挙区では、有権者数をはるかに上回るパストラーナ票が見つかった。ロハス支持者は不正選挙であると抗議したが、裁判所は1970年7月15日、パストラーナに有利な判決を下した。抗議者たちは選挙が行われた日を記念してゲリラ組織である4月19日運動（M-19）を結成した。
抗議行動は全国に拡大し、軍内部のロハス支持派によるクーデター計画が発覚。政府は非常事態宣言を発して強行突破を図り、クーデターへの関与を疑われたロハスは自宅軟禁となった。

## 死と評価
ロハスは1975年1月17日、トリマ県のメルガルで亡くなった。満74歳没。
歴史家のダニエル・ガルシア・ペーニャは、ロハスを次のように評している。